# Magnolia dandyi
Magnolia dandyi este o specie de plante din genul Magnolia, familia Magnoliaceae, descrisă de François Gagnepain. A fost clasificată de IUCN ca specie vulnerabilă. Conform Catalogue of Life specia Magnolia dandyi nu are subspecii cunoscute.